# Calyptranthes salicifolia
Calyptranthes salicifolia är en myrtenväxtart som beskrevs av Ignatz Urban och Erik Leonard Ekman. Calyptranthes salicifolia ingår i släktet Calyptranthes och familjen myrtenväxter. Inga underarter finns listade i Catalogue of Life.